# Orthoperus sibiricus
Orthoperus sibiricus là một loài bọ cánh cứng trong họ Corylophidae. Loài này được Bowestead miêu tả khoa học đầu tiên năm 2000.